# Yauheni Zalaty
Yauheni Zalaty (en bielorruso: Яўгені Залаты; Krasnapolie, 9 de septiembre de 1999) es un deportista bielorruso que compite en remo.
Participó en los Juegos Olímpicos de París 2024, obteniendo una medalla de bronce en la prueba de scull individual. Ganó una medalla de oro en el Campeonato Europeo de Remo de 2025, en la misma prueba.

## Palmarés internacional
| Juegos Olímpicos   | Juegos Olímpicos   | Juegos Olímpicos | Juegos Olímpicos |
| Año                | Lugar              | Medalla          | Prueba           |
| ------------------ | ------------------ | ---------------- | ---------------- |
| 2024               | París (Francia)    | Medalla de plata | Scull individual |
| Campeonato Europeo |                    |                  |                  |
| Año                | Lugar              | Medalla          | Prueba           |
| 2025               | Plovdiv (Bulgaria) | Medalla de oro   | Scull individual |